# دقائق مائية أحادية الخلية
دقائق مائية أحادية الخلية (الاسم العلمي: Undibacterium) هي جنس من البكتيريا، سلبية الغرام، تتبع فصيلة الجرثوميات حامضية.